# Juan Lorenzo Muñoz Sánchez
Juan Lorenzo Muñoz Sánchez (Ariza, 15 de diciembre de 1760 - Sigüenza, 16 de abril de 1838) fue un compositor y maestro de capilla español.

## Vida
Nació en Ariza, en la provincia de Zaragoza, el 15 de diciembre de 1760, pero se desconoce dónde se formó musicalmente. Llegó a Sigüenza hacia los 20 años de edad, hacia 1780. Allí terminó de formarse con Acacio Garcilópez, el maestro de capilla, aunque sería por poco tiempo, ya que Garcilópez falleció en 1781. En 1781 se presentó sin éxito a las oposiciones para el magisterio de la Colegiata de Soria, que ganaría Miguel Antonino Osanz.
Muñoz fue nombrado maestro de capilla de la Catedral de Sigüenza el 11 de febrero de 1782 y ocupó el puesto hasta su fallecimiento en la ciudad el 16 de abril de 1838. Sin embargo, dejaría el cargo en manos de su discípulo Urbano Aspa Arnao de forma interina a partir del 15 de noviembre de 1832, ya que en esa fecha Muñoz se jubilaba, pasando a desempeñar la función de «tesorero del dinero».

[...] en atención a su mucha edad y estado de su quebrantada salud [...]. En consecuencia de esta determinación se nombró para el desempeño interino de la maestría de capilla a D. Urbano Aspa.
Actas capitulares de la Catedral de Sigüenza, v. 110, f. 513 r-v

Aspa solo pasó ostentar el magisterio de forma oficial a partir del fallecimiento de Muñoz. También fue alumno de Muñoz José Flores Laguna, que posteriormente fundaría el Orfeón de El Fomento y el Orfeón Artístico Matritense, ambos en Madrid, además de publicar diversas obras teóricas sobre la música.

## Obra
La obra de Muñoz es relativamente desconocida, aunque se han venido recuperando a partir de 2017.

El principal problema al que nos enfrentamos a la hora de estudiar su obra es el deficiente estado de conservación de la mayoría de los papeles, muchos de ellos de baja calidad; la escritura musical, en ocasiones de difícil lectura, y la pérdida de la mayoría de las partes instrumentales asociadas a las voces. Ha sido el caso de estas Vísperas de Santa Librada (nº2), en las que hemos debido añadir las dos partes de violines, verdadero motor de la obra del mismo modo en que sucede con la Misa Nunc dimittis de Andrés de Algarabel y las monumentales Vísperas de Acacio Garcilópez que pudimos escuchar el año pasado igualmente en la Catedral de Sigüenza.
Patxi García Garmilla

En 1703 se publicaron en Madrid los textos de algunos villancicos de Muñoz.